# Малочаганськ
Малочага́нськ (рос. Малочаганск) — селище у складі Первомайського району Оренбурзької області, Росія.

## Населення
Населення — 71 особа (2010; 104 у 2002).
Національний склад (станом на 2002 рік):
- росіяни — 60 %